# آنگیین
شهر آنگیین  (به فرانسوی: Enghien) در شهرستان سوئنیه  در استان انو  در منطقه فدرال والوون در کشور بلژیک واقع شده‌است.

## نگارخانه

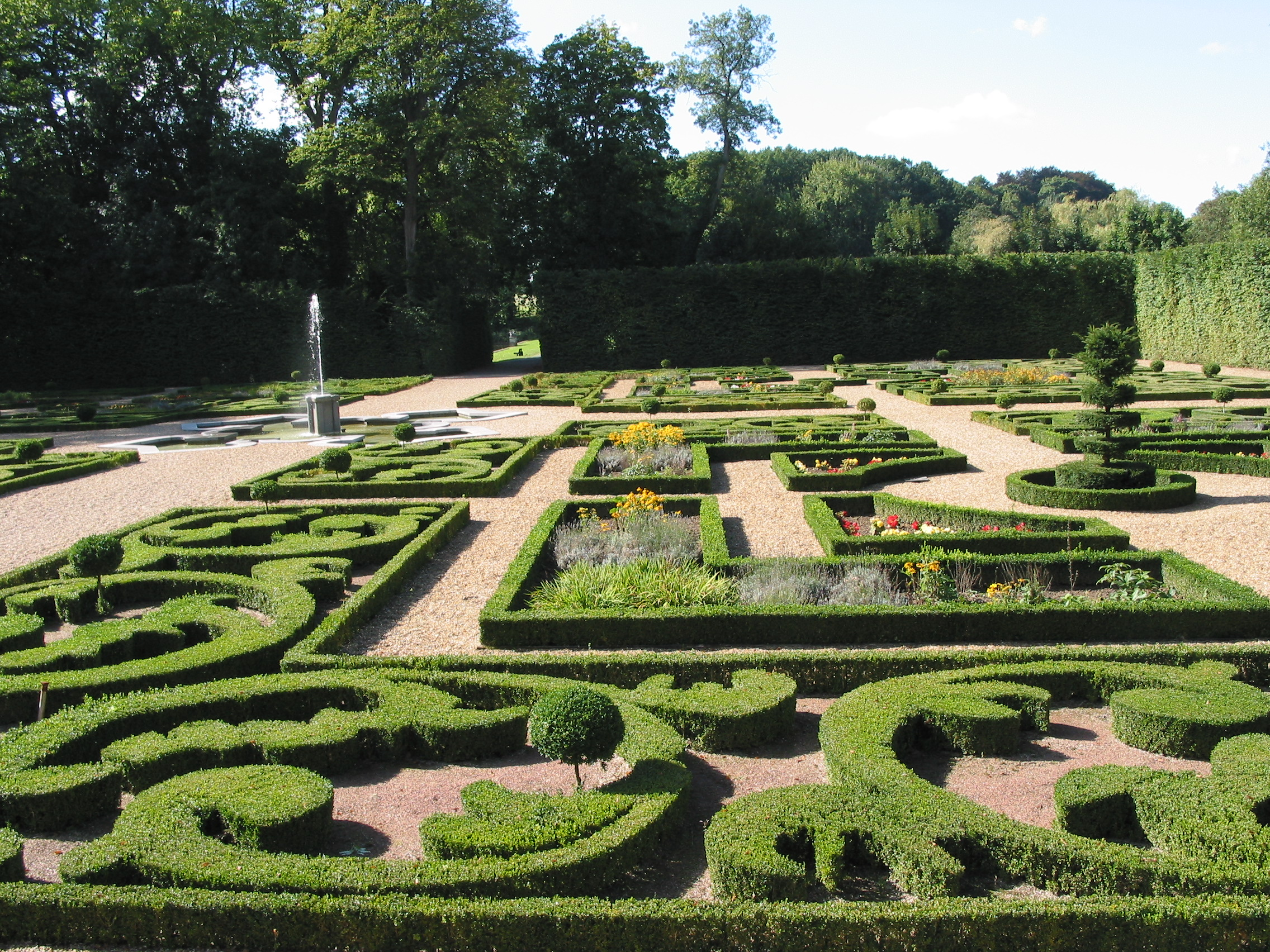
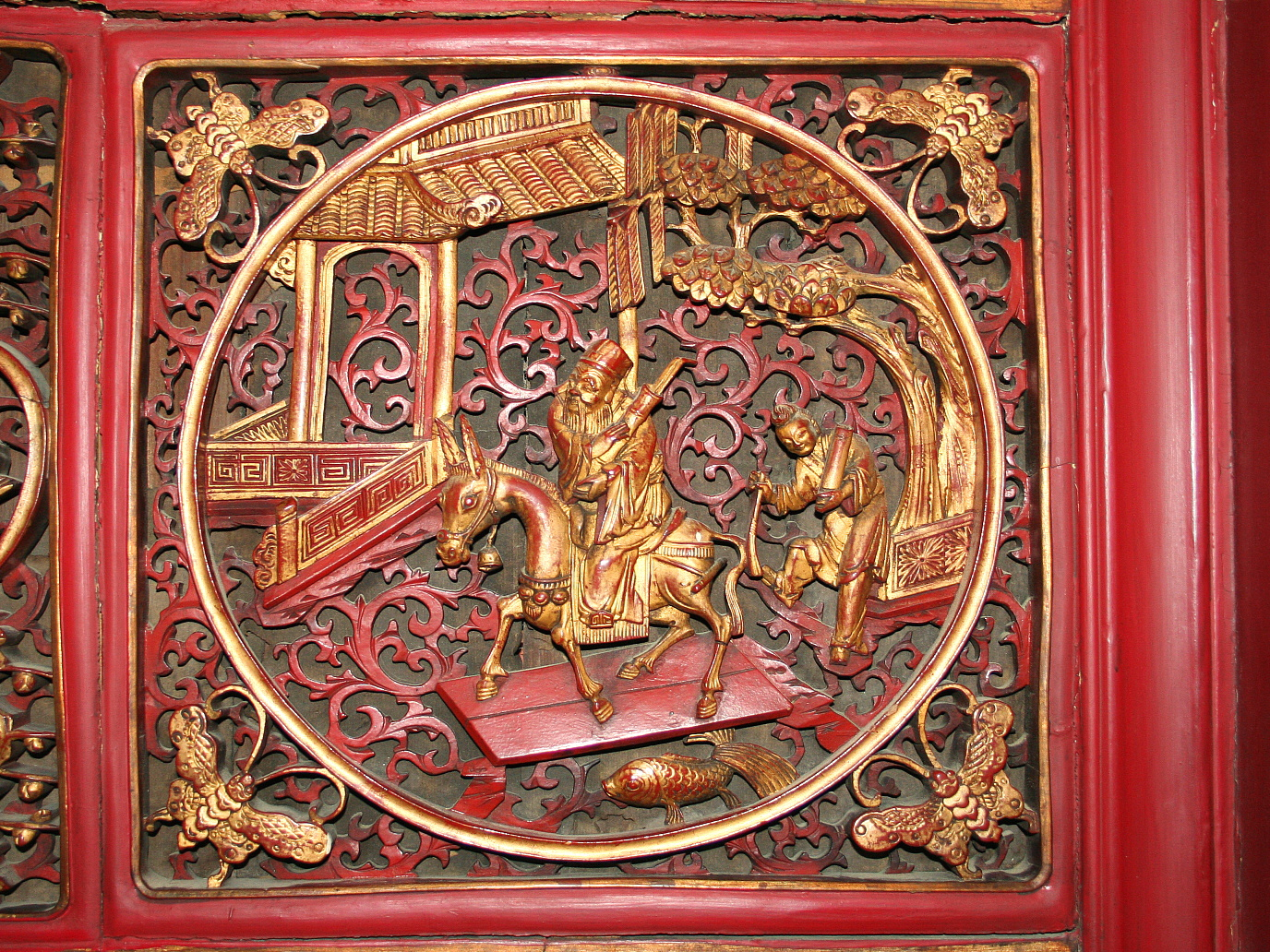
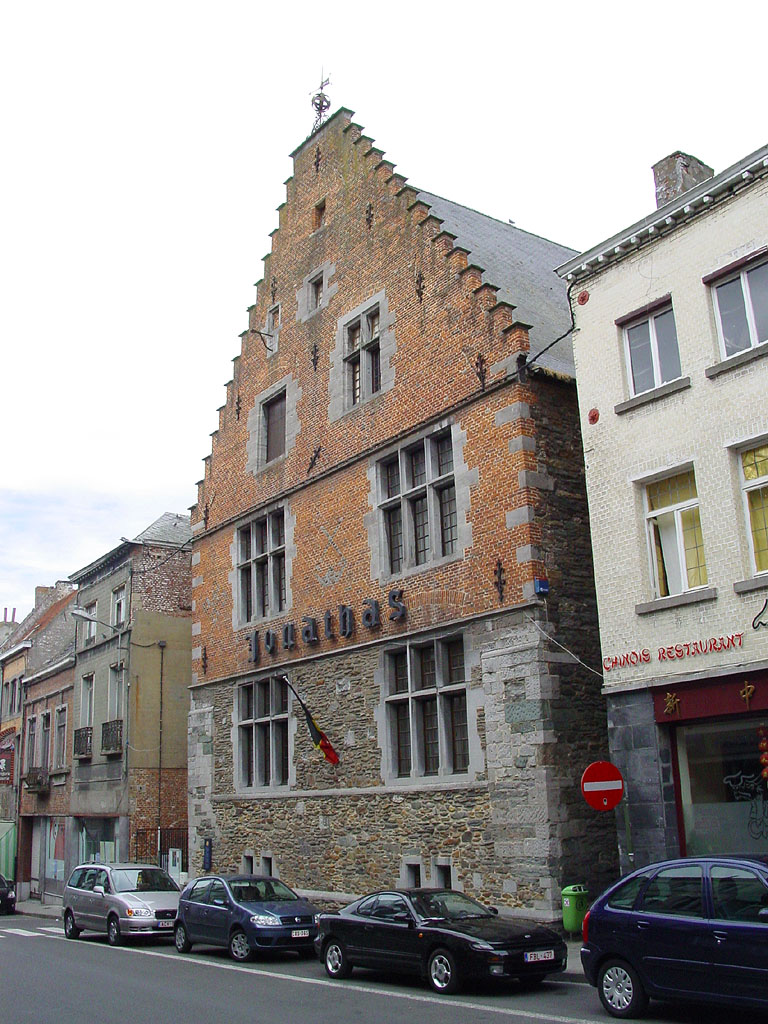
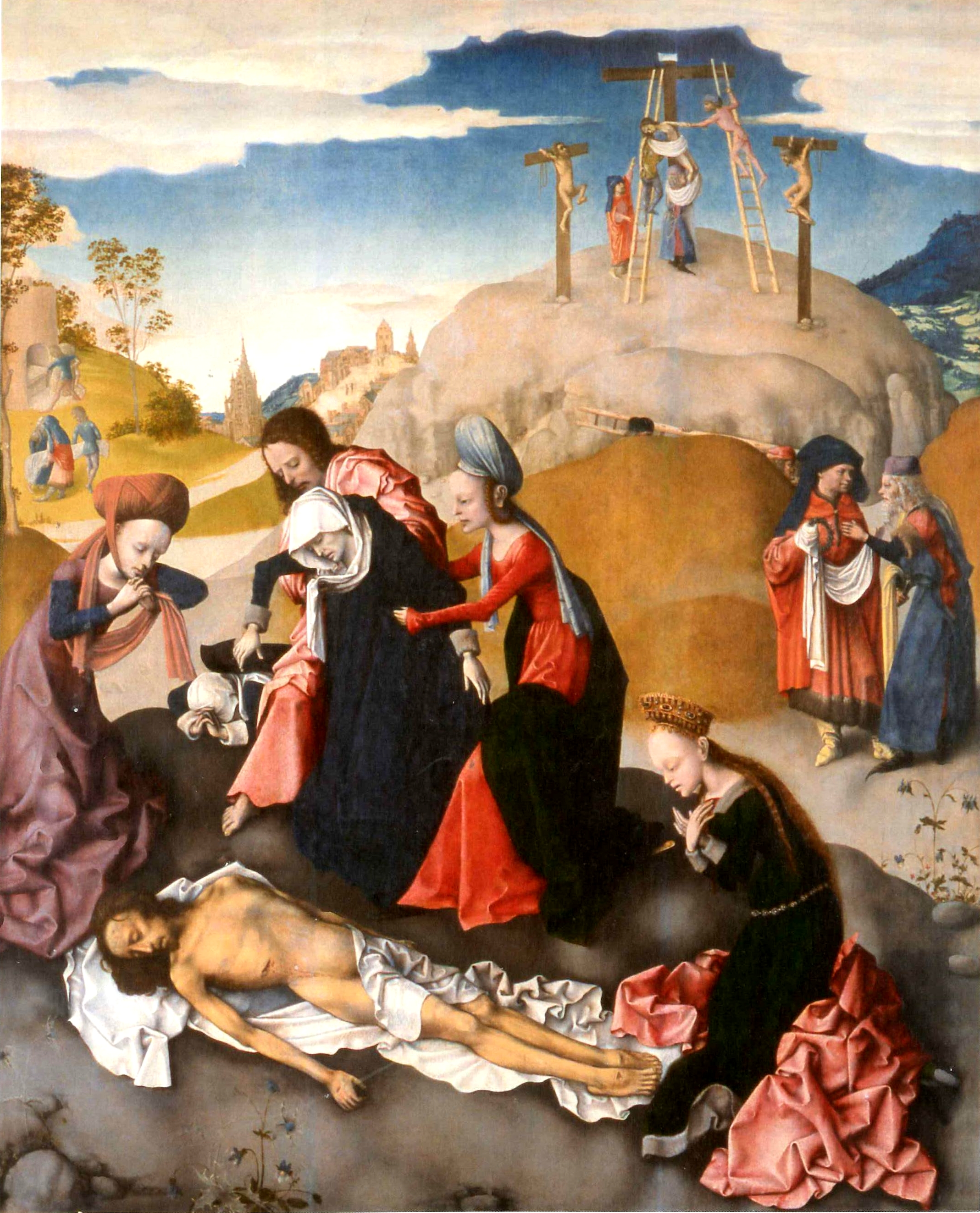